# Кате (футболіст)
Марко Антоніо Лемос Тоззі (порт. Marco Antônio Lemos Tozzi), більш відомий як Кате (порт. Catê, 7 листопада 1973, Крус-Алта — 27 грудня 2011, Іпе) — бразильський футболіст, що грав на позиції нападника. По завершенні ігрової кар'єри — тренер.

## Ігрова кар'єра
Розпочав грати у клубі «Гуарані» з рідного міста Крус-Алта, після чого недовго був гравцем «Греміо». 1991 року Кате приєднався «Сан-Паулу», який на той момент під керівництвом Теле Сантани був одним з найкращих клубів світу. Кате з командою по два рази виграв Кубок Лібертадорес та Міжконтинентальний кубок та по разу Кубок КОНМЕБОЛ та Суперкубок Лібертадорес, а також двічі ставав чемпіоном штату. Тим не менш Кате не зумів стати основним гравцем цієї зіркової команди і нечасто виходив на поле. Загалом з невеликою перервою на виступи за «Крузейру», Кате грав за «Сан-Паулу» до кінця 1995 року.
На початку 1996 році він перейшов до чилійського клубу «Універсідад Католіка», з яким завоював титул чемпіонат турніру Апертура 1997 року. Там гравця помітили представники італійського клубу «Сампдорія» і Кате підписав угоду з лігурійською командою влітку 1998 року. Перший же сезон для команди закінчився вильотом в Серію B, а сам бразилець зіграв у тому сезоні 15 матчів у Серії А і забив лише один гол, проти «Венеції». Він також забив гол у першому матчі другого раунду Кубка Інтертото 1998 року проти словацької «Рімавскої Соботи», а його команда дійшла до півфіналу турніру. Зігравши ще гри 2 матчі в Серії В з «Сампдорією», в 2000 році він повернувся в Бразилію і грав за «Фламенго».
У сезоні 2001 року грав у МЛС за «Нью-Інгленд Революшн», забивши 8 голів у 22 матчах, після чого за невеликі бразильські клуби, а також венесуельський «Маракайбо» та чилійське «Палестіно». Завершив ігрову кар'єру у бразильському клубі «Брускі», за який виступав протягом 2008 року.

## Виступи за збірні
1993 року у складі молодіжної збірної Бразилії став переможцем молодіжного чемпіонату світу 1993 року в Австралії, де у 6 матчах забив 1 гол.

## Кар'єра тренера
Розпочав тренерську кар'єру відразу ж по завершенні кар'єри гравця, 2008 року, очоливши тренерський штаб аматорського бразильського клубу «Ітінга», а наступного року працював з іншим місцевим клубом «Нова Прата».
Зранку 27 грудня 2011 року їдучи на своєму автомобілі Fiat Uno він врізався у вантажівку на кілометрі 131 шосе Сінвал-Гуазеллі біля містечка Іпе, штат Ріу-Гранді-ду-Сул. Від отриманих травм, він помер на місці.

## Титули і досягнення
- Чемпіон штату Сан-Паулу: (2):

«Сан-Паулу»: 1991, 1992
- Чемпіон штату Мінас-Жерайс: (1):

«Крузейру»: 1994
- Чемпіон Чилі: (1):

«Універсідад Католіка»: Апертура 1997
- Володар Кубка Лібертадорес (2):

«Сан-Паулу»: 1992, 1993
- Володар Міжконтинентального кубка:

«Сан-Паулу»: 1992, 1993
- Володар Кубка КОНМЕБОЛ (1):

«Сан-Паулу»: 1994
- Володар Рекопи Південної Америки (1):

«Сан-Паулу»: 1993
Збірні
- Чемпіон Південної Америки (U-20): 1992
- Чемпіон світу (U-20): 1993